# Forces Armades d'Alliberament d'Angola
Les Forces Armades d'Alliberament d'Angola (portuguès Forças Armadas de Libertação de Angola) o FALA van ser el braç armat de la Unió Nacional per a la Independència Total d'Angola (UNITA), una facció política prominent durant la Guerra Civil angolesa.

## Història
Després de la seva formació a la Xina el 1965, els primers quadres militars va tornar a Angola, es van establir a la part oriental del país i va començar la mobilització i reclutament de guerrillers. D'aquesta manera, es va formar el primer contingent embrionari de les FALA.
El nombre de guerrillers va augmentar amb l'augment del nombre de membres d'UNITA en la població, permetent així una formació militar eficaç. Això els va permetre començar la missió d'alliberar al país del colonialisme portuguès, com ho demostren els atacs de 4 i 25 de desembre de 1966 a Kassamba i Teixeira de Sousa, respectivament. Les primeres regions militars es van establir juntament amb les seves respectives zones independents i els fronts operatius com Quembo, Lewa i la zona nord.
El IIn Congrés d'UNITA es va dur a terme el 1969, quan es va establir un programa per FALA. Això va incloure l'expansió de la guerra de guerrilles a la part central, del sud i del nord del país i la formació de contingents guerrillers compactes per a tots els fronts, zones i regions militars existents en el moment. Es va formar llavors el contingent Pantera Negra, sota el comandament del major Samuimbila. També fou nomenat el seu primer cap d'estat major, Samuel Piedoso Chingunji, més conegut pel seu nom de guerra, Kapessi Kafundanga.
Les FALA va arribar a ser molt eficaces, infligint moltes derrotes a l'enemic, ampliant les zones guerrilleres i consolidant les zones alliberades d'una força que els colonialistes portuguesos no podien ignorar. El 14 de juny de 1974 van signar un alto el foc amb el Govern portuguès.
Després del fracàs del tractat d'Alvor s'inicià una guerra civil a tres bandes entre els tres moviments més poderosos, UNITA, el MPLA i el Front Nacional d'Alliberament d'Angola (FNLA), qui d'antuvi gaudia del favor occidental.
Durant la guerra civil, les FALA abandonaren les ciutats no només per reorganitzar-se, sinó també per oposar-se al règim de Luanda a través de la guerra de guerrilles. Al maig de 1976 es va dur a terme la Conferència de Cuanza, de la que en resultà el manifest de Cuanza que estableix un programa per la FALA per a la remobilització dels soldats i dels quadres, que en aquest moment estaven en reculada per les tropes cubanes.
Es va dur a terme una organització territorial de l'exèrcit que incloïa fronts i regions militars independents. Es van formar els primers quadres político-militars, entre ells el de major José Jeremias Bandua, qui va morir a Cunene, així com unitats compactes com Venceremos, Estamos a Voltar (MR1), Dragões da morte (MR3) i Faísca negra (MR85). El 1977 el seu nombre va augmentar considerablement i el març de 1977 es va celebrar a Benda (província de Huambo) el IV Congrés d'UNITA que va delinear els objectius addicionals per les FALA, com ara la formació dels primers batallons entrenats, equipats i motivats, així com el codi disciplinari de les FALA. Les regions militars van ser reestructurades i les regions guerrilleres es van expandir. Els camps d'entrenament es van establir en el mateix any en tots els fronts, i es van designar els quadres políticomilitars a la 11 Regió Militar. Es van formar els fronts nord, est i oest.
El 1979 es van formar els primers batallons semi-regulars (Samuimbila, Siule Siule i 3339, que des de 1980 van donar nou vigor a la lluita armada, conquerint nous territoris. El 1981 es van formar les primeres brigades 12, 21a, 53a, 34a i 45a i altres batallons es van mantenir com a unitats independents. El 1982 es va celebrar el V Congrés d'UNITA, on es va elaborar una nova estratègia per les FALA, incloent la formació de columnes militars i unitats guerrilleres compactes a nivell de tots els fronts polític-militars.